# 蠻州
蠻州是唐宋的一個羈縻州，領縣一：巴江縣，其轄地在今貴州省龍里縣附近一帶地方，是招撫當地土著所設置的州縣，一般由其頭人任州官，唐代屬黔州都督府，宋代屬夔州路紹慶府。